# Eritrissomerus parvus
Eritrissomerus parvus är en stekelart som beskrevs av Fouts 1924. Eritrissomerus parvus ingår i släktet Eritrissomerus och familjen gallmyggesteklar. Inga underarter finns listade i Catalogue of Life.